# Tarkus
Tarkus är den progressiva rockgruppen Emerson, Lake & Palmers andra studioalbum, utgivet 14 juni 1971. Den cirka 20 minuter långa titellåten anses av många fans vara en av ELP:s bästa låtar. Delen "Battlefield" innehåller ett av Greg Lakes få solon på elgitarr.

## Låtlista
Sida ett

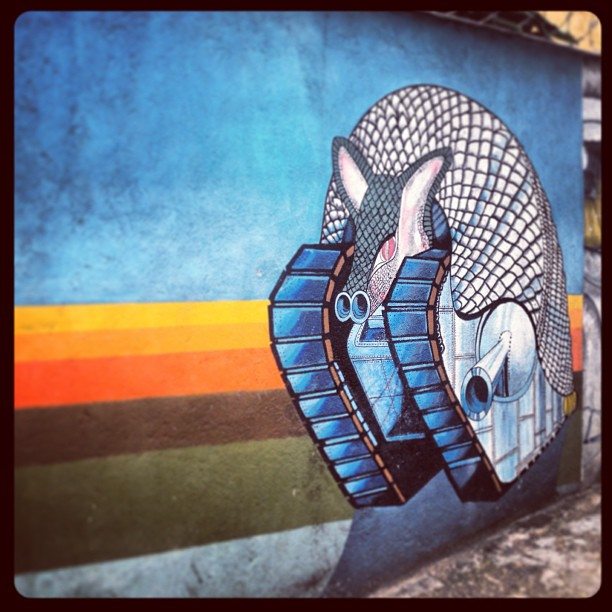
Graffito med motivet från skivomslaget till Tarkus i São Paulo.

1. "Tarkus" (Keith Emerson, Greg Lake) - 20:40
  - "Eruption" (Emerson) - 2:43
  - "Stones of Years" (Emerson, Lake) - 3:44
  - "Iconoclast" (Emerson) - 1:16
  - "Mass" (Emerson, Lake) - 3:09
  - "Manticore" (Emerson) - 1:49
  - "Battlefield" (Lake) - 3:57
  - "Aquatarkus" (Emerson) - 3:54

Sida två
1. "Jeremy Bender" (Emerson, Lake) - 1:41
2. "Bitches Crystal" (Emerson, Lake) - 3:54
3. "The Only Way (Hymn)" (Emerson, Lake) - 3:50
4. "Infinite Space (Conclusion)" (Emerson, Carl Palmer) - 3:18
5. "A Time and a Place" (Emerson, Lake, Palmer) - 3:00
6. "Are You Ready, Eddy?" (Emerson, Lake, Palmer) - 2:09

Total speltid: 38:55

## Medverkande
- Keith Emerson - Hammondorgel, Moog synthesizer, piano, celesta och övriga keyboards
- Greg Lake - elektrisk och akustisk gitarr, bas och sång
- Carl Palmer - trummor och slagverk